# Jægerspris Kommune
| Strukturdaten       | Strukturdaten         |
| ------------------- | --------------------- |
| Sitz der Verwaltung | Jægerspris            |
| Fläche              | 95,58 km²             |
| Einwohner           | 9.512 (2004)          |
| Kommune seit 2007   | Frederikssund Kommune |

Jægerspris Kommune war bis Dezember 2006 eine dänische Kommune im damaligen Frederiksborg Amt auf der Insel Seeland. Seit Januar 2007 ist sie zusammen mit der “alten” Frederikssund Kommune, der Skibby Kommune und der Slangerup Kommune (ohne den Wahlbezirk Uvelse) Teil der neuen Frederikssund Kommune. Schloss Jægerspris ist ein altes Jagdschloss des dänischen Königshauses.